# フロッピーディスク

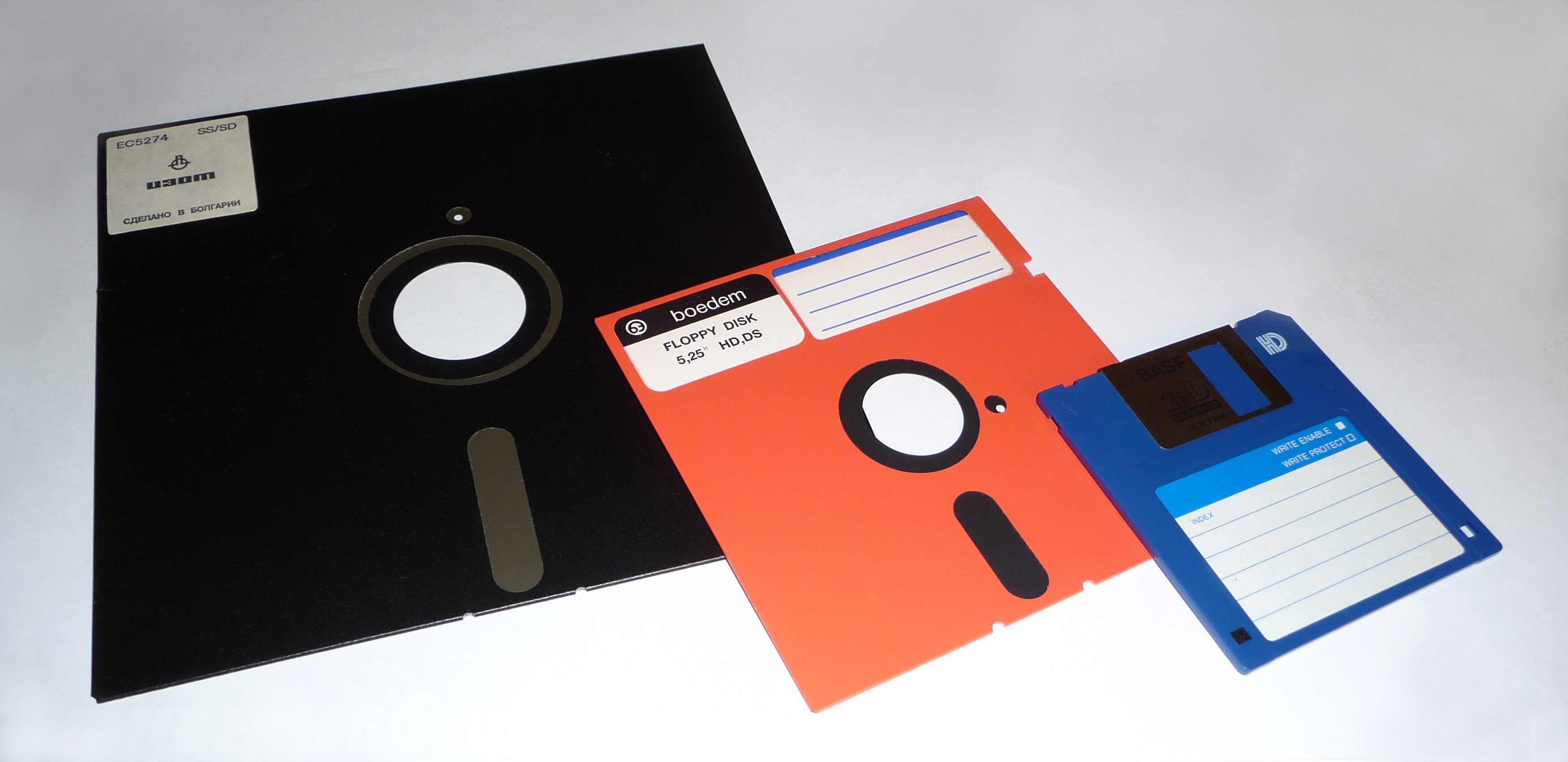
左から8インチ、5インチ、3.5インチのフロッピーディスク

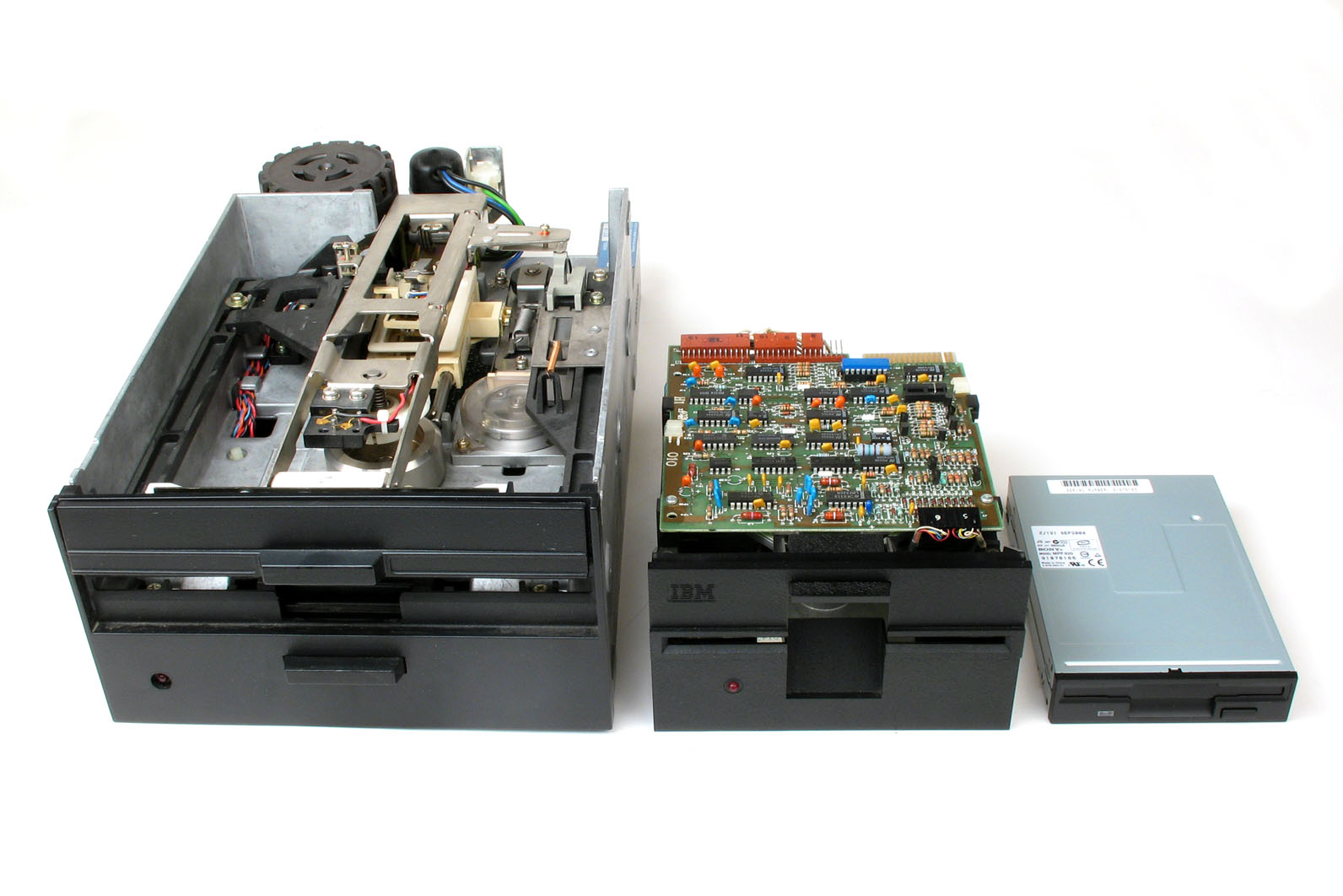
左から8インチ、5インチ、3.5インチのフロッピーディスクドライブ

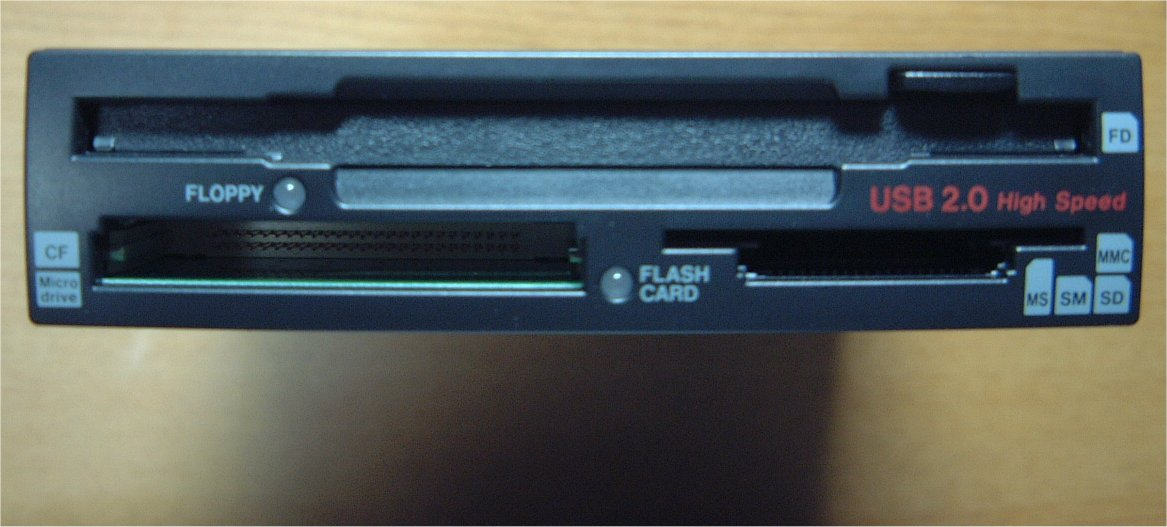
フロッピーディスクドライブと一体化したカードリーダー

- フロッピーディスク
- フロッピディスク
- フロッピィディスク

フロッピーディスク (英: floppy disk)またはディスケット(英: diskette) は磁気ディスクの一種で、磁性体を塗布・蒸着した樹脂製小円盤を樹脂製の保護ケースに入れたものである。単に「フロッピー」「FD」と略称されることもある。日本語では長音符を省略して「フロッピ」「フロッピディスク」、長音符を捨て仮名の「ィ」で表して「フロッピィ」「フロッピィディスク」という表記もされる。
広く普及した規格（サイズ）には8インチ、5インチ、3.5インチなどがある。最初のフロッピーディスクは8インチで1967年にIBMが開発し、1970年に発表、1971年に発売し、従来のパンチカードを置換えた。5インチは1977年のApple IIや1981年のIBM PCに採用されパーソナルコンピュータで広く普及した。3.5インチは1980年にソニーが開発し、1987年のIBM PS/2でデファクトスタンダードとなった。
21世紀以降はUSBメモリーやSDメモリーカード、ハードディスクドライブやソリッドステートドライブ（SSD）などの記録媒体が使われ、レガシーデバイスとも呼ばれるようになった。

## 名称
「フロッピーディスク」のフロッピー(floppy)は「柔らかい」の意味があり、内部の円盤が柔らかい事に由来する。フロッピーディスクの登場により従来の磁気ディスクは「ハードディスク」や「ハードドライブ」とも呼ばれるようになった（レトロニム）。
フロッピーディスクは1967年にIBMが開発したが、最初に搭載したSystem/370のマニュアル上の名称や、1973年の登録商標上の名称は「ディスケット」(diskette)で、英語の「-ette」には「代用品」などの意味がある。機器側は「ディスケット・ドライブ」と呼ぶ。
しかし業界では通称の「フロッピーディスク」（略称「FD」）が広く普及し、1971年にIBM発売のドライブ名も「IBM 23FD」であった。機器側は「フロッピーディスク・ドライブ」(FDD)と呼ぶ。
なお日本産業規格の用語集では「フレキシブルディスク」と「フレキシブルディスクカートリッジ」(Flexible Disk cartridge)である。

## 概要
磁気ディスクの一種で、駆動装置からの取り外しが可能（リムーバブル）な記録媒体（メディア）である。磁性体を塗布した厚さ0.075ミリメートルのプラスチック円盤を駆動装置で回転させ、円盤の片面ないしは両面に同心円状に信号を記録する。円盤に記録された信号の読み書きはフロッピーディスクコントローラを介して行う。
現時点で一般的なハードディスクとは異なり、駆動装置から媒体を取り外すことができることが特徴である。ディスクの直径により、8インチ、5 1/4 (5.25) インチ、3 1/2 (3.5) インチの3種が主に知られる。1967年に読み取り専用の8インチフロッピーディスクが開発されてから1990年代末にかけて、小型コンピュータのデータの記録に広く用いられた。
その後、小型コンピュータの性能の向上により、扱うデータの容量も増大したため、CDやDVD、BDなどの記録型光ディスクドライブがパソコンに標準搭載されるようになり、2000年頃以降は徐々に廃れていった。1998年に発売されたiMacはCD-ROMドライブのみを標準搭載し、フロッピーディスクドライブは廃止された。2000年頃よりノートパソコンで、続いてデスクトップタイプでもフロッピーディスクドライブを内蔵していない製品が増えた。このような製品でOSインストール時のドライバの組み込みバックアップや復元作業など何らかの事情でフロッピーディスクを使う必要がある場合、USB接続による外付けのドライブを利用する。2000年代後半頃には市販のパソコンではほぼ搭載されなくなり、自作パソコンでも非対応のマザーボードが出回るなど、事実上レガシーデバイス扱いとなっている。代替メディアとしては、記録型CD・DVD・BD、USBメモリ、SDメモリーカード等の各種メディアがあり、配布、保管などの役割を分けて普及している。また、ネットワークの発達によって、物理的な媒体をデータ交換に使用すること自体が減少した。
現在でもBIOSのメニューのみで認識させられる数少ないメディアである。一部では需要があり、SDカードやメモリースティック、コンパクトフラッシュ、スマートメディアなどのカードリーダーと3.5インチフロッピードライブを一つにまとめた製品が販売されている。
磁気ヘッドがメディアに接触する際、ヘッドの接触痕跡がメディアに残る。この痕跡はヘッド毎にユニークであるといわれる。記憶媒体の中では磁気テープと並び、読み取りの痕跡が媒体に残る数少ないメディアである。
フロッピーディスク自体は2011年3月のソニー撤退により生産終了した。ドライブは一部のメーカーが在庫や再生品を販売している。
また3.5インチ型は最も普及していたことから、現在でもファイルの保存などに使われるマークの図柄（アイコン）として、多くのソフトでその形がモデルにされ、Unicodeにもフロッピーディスクの絵文字（💾、U+1F4BE）がある。

しかし、2013年の調査では、米国の小学5年までの子供のうち、保存アイコンが何の絵であるかを理解している者は14%しかおらず、アイコンのデザインを変更する動きもあり、フロッピーディスクをモチーフとしたアイコンは姿を消しつつある。

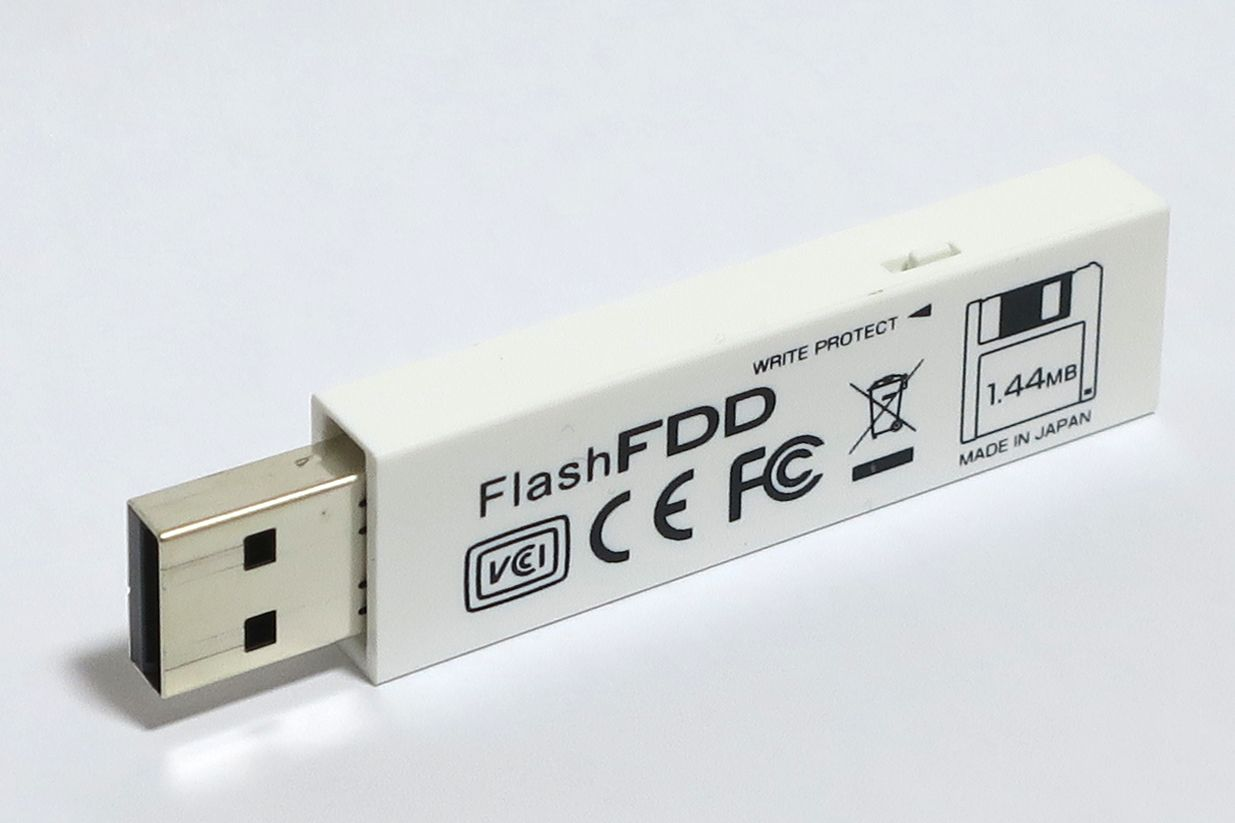
USBフラッシュドライブの形状をしたFDD互換装置

## 規格・構造など

### サイズ
円盤（ベース）の直径、ないしその外側の正方形状の外装の辺の長さで分類される。主要な仕様を挙げれば200mm≒8インチ、130mm≒5.25インチ、90mm≒3.5インチなどがある。5.25インチは5インチと呼ばれることも多い（3.5インチについては、同時期に3インチ前後の仕様が複数提唱されていた経緯から、誤解を避けるために3インチと呼ばれることは稀である）。
先行製品の磁気ディスクでは金属ベースだったこともあり（初期には）ディスクを剥き出しで扱うものもあったが、フロッピーディスクではその名の通り薄い樹脂のベースであるため、ほぼ全てのものが、おおよそ正方形の外装から取り出さず、常に入れたまま使うようになっている。駆動とアクセスのために、外装の中央と、1箇所に放射状の穴が開いている。
外装は主要な仕様では、8インチと5.25インチのものは薄く弱い樹脂製、3.5インチでは硬質のハードケースになっている。他の仕様もだいたいそのどちらかに似ている。内側には不織布による内張りがある。3.5インチのケースのヘッドアクセス用の穴がある部分は、金属またはプラスチック製のシャッターで保護される。シャッターはディスクドライブ内部でスライドして開き、閉じるときはケース内のばねの力で閉じる。
円盤が直接触れている外装を「エンベロープ」とも「ジャケット」とも呼ぶ。この呼称は8インチや5.25インチのディスクにおいて、保管時にそのさらに外側に被せる袋（紙製が多かった）と共通しており、混同に注意を要する。円盤が入っている正方形状の外装は紙製ではない。
最初期にソニーが発売した3.5インチディスクドライブはシャッター自動開閉機能がなく、ディスクの出し入れ前後に手でシャッターをスライドさせて開閉する必要があった。やがてドライブにシャッター自動開閉機能が搭載されたが、その頃は自動開閉機能のないドライブとの互換のために、手でシャッターを開けると開けた位置でロックされ、"PINCH"と書かれた部分（肩部分）をつまむとロックが解除されてシャッターが閉じるという機構のディスクが発売された。このディスクは自動開閉機能搭載のドライブには手でシャッターを開けずに挿入することができた。やがて自動開閉機能が一般的になり、開けたままロックできる機構は消えていった。
日本ではSIを使用し、計量法の関係上、正式な製品名称では、サイズを具体的にインチで表現することが禁じられており、サイズはmmで表し、インチの数字については「型」といった表現の使用が見られる。例:
- 3.5インチ：90mmまたは3.5型
- 5/5.25インチ：130mmまたは5/5.25型

5インチ、90mm 3.5インチの一般的な2HDのメディアでは、約1.2-1.4MBの容量があり、90mm 3.5インチのものが主流となった。さらなる小型化を試みる動きもあり、80mm 3インチや65mm 2.5インチも発表されたが、計測器など一部機器の記録メディアとしての利用にとどまり、主流にはならなかった。また、大容量化を試みた製品も数多く存在していた。概要を大容量フロッピーディスクの節に記す。
1枚で1MB程度という容量は、現在のように画像や音声データを扱う用途では不足する。しかしフロッピーの代替となる標準メディアがなかなか現れなかった。また、かつてのPC/AT互換機では唯一の起動可能 (Bootable) かつ読み書き可能なリムーバブルメディアだった。そのため、主に起動用や一部周辺機器のデバイスドライバなど、少量のデータの受け渡し用として広く普及した。なお、類似のものに、クイックディスクやスーパーディスクなどがあるが、普及することはなかった。

### ライトプロテクト
読み込みのみを許可し、書き込みを禁止する設定ができ、「書き込み禁止」または「ライトプロテクト」と言う。その書き込み禁止の操作は各メディアにより異なる。
- 90mm/3.5インチディスク - ライトプロテクトノッチをスライドさせ、窓が空いた状態にする
- 130mm/5.25インチディスク - 外装の切り欠きにライトプロテクトシールを貼る
- 200mm/8インチディスク - 外装の定位置に切り欠きを作成する

ノッチを元に戻す、シールを剥がす、シールを貼るなどの逆操作を行えば、再び書き込み可能状態になる。
ディスクドライブは、ノッチまたはシールの位置に配置したスイッチまたは光センサ（多くはフォトインタラプタ）で、書き込み禁止の状態を判別する。

### セクタと容量
他のディスクメディアと基本的には同様であるが、簡単に説明する。ディスクには、片面であれば1枚、両面であれば2枚の「サーフェース」がある。（各）サーフェースには、同心円状に独立した多数の「トラック」がある（スパイラル状のディスクもあるが稀）。各トラックは一定の角度毎に複数の「セクタ」に分けられている。フロッピーではほぼ全てのディスクが線速度一定ではなく角速度一定のため、内周と外周で記録密度が異なる。セクタ位置の判別において、各セクタの開始角度に対応する内周の記憶領域外の位置に穴（インデックスホール）が開けてあり、光学センサで検出するなどといった機械的方式がハードセクタ方式、第1セクタの位置のみ穴があり後続セクタの位置を各トラックの物理フォーマットにより磁気パターンで検出する方式がソフトセクタ方式である。

ディスクの構造 A.トラック C.セクタ（ディスクセクタ）

読み書きの処理が行われるタイミングによっては、論理的には連続したセクタを、物理的には1セクタおき、あるいは数セクタおきに配置すると、前のセクタを読み込んで処理をした後に、ちょうどタイミング良く次のセクタの読み出し位置に来て、連続して読み書き可能にできることがある。この技法をインターリービングという（インターリーブ#ディスク・ストレージでのインターリーブ）。同様の理屈でトラックごとに第1セクタの位置をずらす手法もある。
フロッピーディスクの容量表記には2進接頭辞が使用される場合が多い。しかし1.44MBなど一部に独特の表記もあり、1.44MBは1.44×1000×1024バイトである。詳細はメガバイト#概要を参照。また各種フォーマットの容量についての詳細は下記#フォーマットを参照。

#### 3.5インチフロッピーディスクの2DD、2HC、2HDの物理的な違い

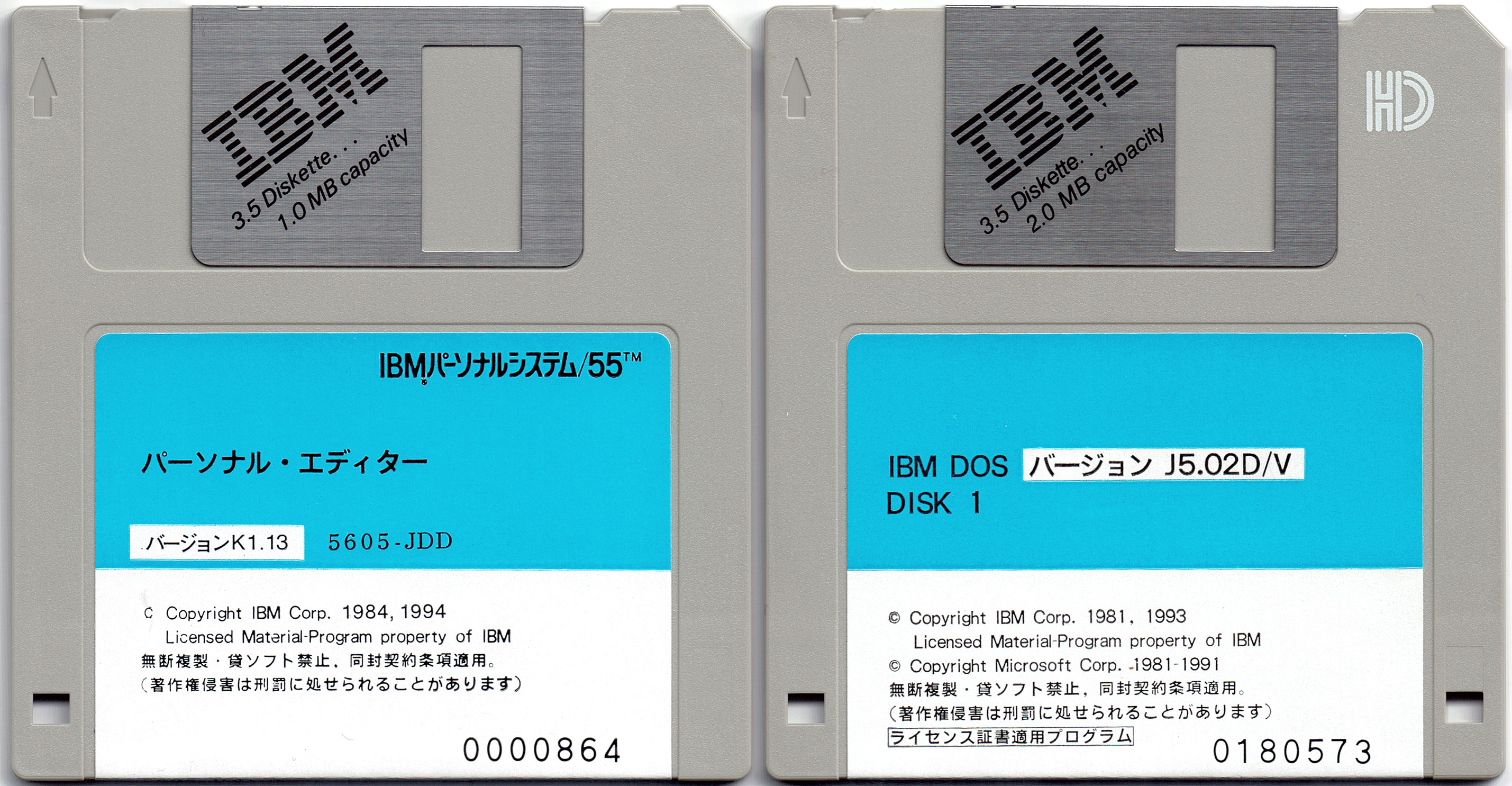
3.5インチ2DDディスクと2HDディスク

3.5インチの2DDと2HDは、磁性体の品質の要件（塗布厚など）と、2HDのみ外側ケースに穴（HD検知孔）が開いている以外の差はない。
3.5インチの2HCと2HDについては、メディア自体は全く同じ2HDであり、物理フォーマット（ローレベルフォーマット）が違うだけである。具体的には1トラックあたりのセクター数の違いである。PC-9800シリーズで用いられる2HDフォーマットとはこれに加えて1セクターあたりのバイト数（セクター長）とトラック数も異なる。フロッピーディスクでは物理フォーマットという言葉は、ハードウェア形式を指す用語ではなく、論理フォーマットの一段下のレベルのフォーマットを意味し、セクター長やトラック数などのパターンのマッピングを指すものである。
なお、一時期の日本では1.44MBフォーマットの2HDが「2HC」と呼ばれることがあったが、誤りである。

### 耐久性・寿命
フロッピーディスクは磁気ディスクの一種なので、磁気に弱い。ある程度以上に強力な磁石を近づけると、記録されている情報は破壊されてしまう。ホコリなどの異物の付着や汚れにも弱く、記録面が汚れると情報が読み取れなくなり、破壊に至ることがある。また、高温多湿や紫外線も嫌う。
常に磁気ヘッドと接触した状態で読み書きを行うために少しずつ摩耗し、利用には限度がある。アクセス時以外にはヘッドをディスクから分離する機構のドライブもあるが、現在はヘッドとディスクが常に接触するドライブが一般的である。
摩耗が重なるとディスクの磁気が弱まり、記録された情報を維持できなくなる。ただし、その磨耗は一般使用では無視できるレベルである。JISでは1トラックにつき300万回は使用できる耐久性を持たせるよう定められている。
フロッピーディスクは、適切な使用と保管をしていれば既存の磁気テープメディア同様、（理論上）100年程度は情報を維持できるとされる。しかし、雑に扱うと、破壊に至る可能性が高くなるデリケートな記録媒体であり、保管方法によっては数年程度で読み込み不良となる場合もある。寿命を延ばすには、磁気、埃、汚れ、高温多湿、紫外線を避ける保管方法が必須となる。

## 歴史
元々フロッピーディスクのようなフレキシブルな円盤に磁気情報を記録させようとする報告は1960年代からあり、例えばピアソンの研究報告では容量12.5KB、40トラック、回転速度は1800rpmでヘッドは非接触式のものであった。

### 8インチ

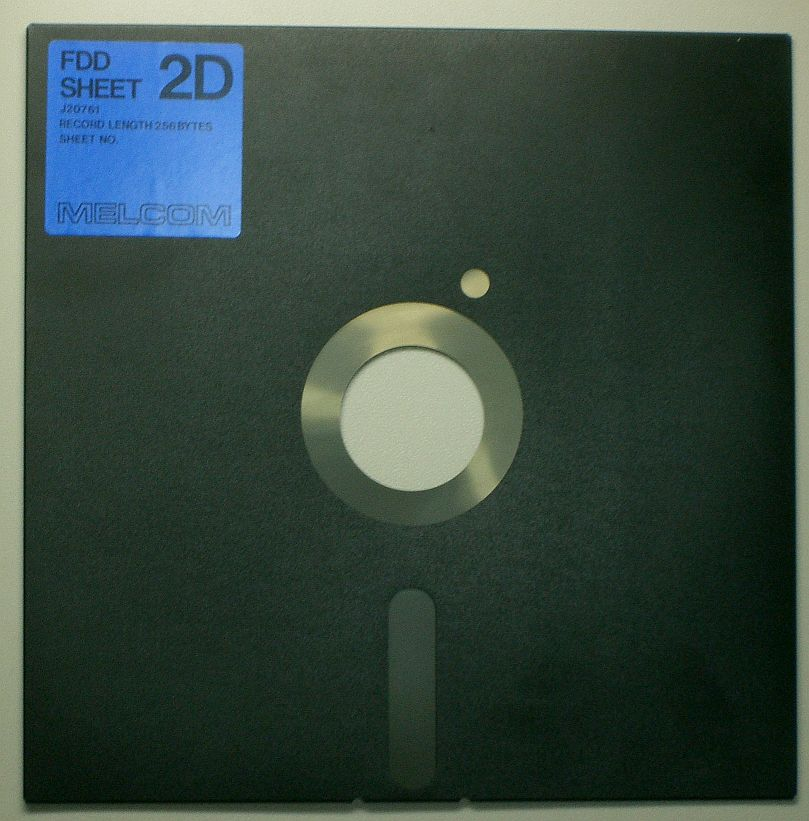
8インチ型フロッピーディスク

1967年にIBMはメインフレームのSystem/370のマイクロコード読込用（IML用）の装置の開発を開始し、フロッピーディスクを開発した。これは読取のみ可能だがユーザーが簡単に取り替えられ信頼性の高いもので、IBM System/370は1970年に発表された。
またIBMはフロッピーディスクのドライブと専用メディアを「IBM 23FD」として1970年6月に発表、1971年に発売したが、これは従来のIBMの主力製品でもあったパンチカードとパンチカードシステムを置き換えるものでもあった。「IBM 23FD」の容量は80キロバイトであったが、1972年発表の「IBM 33FD」は読み書き可能で容量400KBと、ディスケット1枚で1900枚のパンチカードに相当するデータを格納できた。その後ディスクを両面化し容量を800KBとした「IBM 43FD」となり、さらに倍密度化して1.6MBの「IBM 53FD」が登場する。その後小型コンピュータやワードプロセッサの記憶媒体として利用されていった。

### 5.25インチ

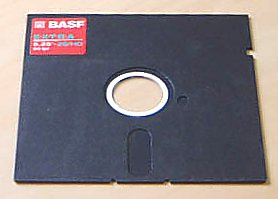
5.25インチ型フロッピーディスク

ミニフロッピーディスクとも呼ばれる。デスクの上に載せるには8インチフロッピーディスクドライブは大きすぎると考えられ、その小型化が要求されたのだという。
シュガートが興したメーカーである米シュガートアソシエイツは1976年に、SA-400と呼ばれる5.25インチのディスクとドライブを発表・発売した。当初は容量が109.4KB（1S、片面単密）と小さく、さらにすでに利用されている8インチ（SA-800シリーズ）ドライブとは物理的にも電気信号的にも互換性がなかったが大いにヒットした。なお1980年には両面・倍密度として容量を約4倍の437.5KBとしたSA450が発売されている。
また小型化により、コンピュータへのドライブの内蔵も可能となった。また小型化に伴い容量は一時的に減少している。
1978年にApple ComputerのApple IIでは容量100KBのドライブが採用された。これはSA-400からコントローラ基板を抜いたモデルである兄弟機SA-390。これは、Apple IIではコントローラはアップル独自の物を利用していたことによる。ただし、実機のドライブ銘板がSA-390ではなく、SA-400のままの個体も多数存在した。
その後、フロッピーディスクはコンピュータにとって必要不可欠なものとなり、広く普及していった。
5.25インチのディスクは1D（片面倍密度）や2D（両面倍密度）などに発展し、2DD（両面倍密度倍トラック）を経て、やがて主流となる2HD（両面高密度）に至る。日本では電電公社（現在のNTT）が5.25インチ2HDドライブの開発を行なってきたため、発表当時は電電公社フォーマットドライブとも言われた。これは容量が約1.2MBで、電気的にも8インチドライブと互換性をとっており、8インチドライブからの代替が可能だったのもスムーズな移行につながった。ごく古いMS-DOS等の5.25インチ2HD用ディスクフォーマットを持たないオペレーティングシステム (OS) でも、これを8インチ2Dディスク用フォーマットで代用できた。
ただし信頼性は8インチディスク同様に問題があり、磁気に弱く、外装も変形しやすく、それに入った磁性体は、常にヘッド部が露出し、さらに磁性体を塗布した円盤の中央部も露出している。このため保管時は専用の封筒を用いねばならない。また開口部からは常に塵や埃が内部に侵入する危険性があり、その他その脆弱性により取り扱いには相当な注意を払うことが要求されているものであった。
なおヘッドと磁性体は接触製であるため摩耗が心配されるが、これは当時1トラックの連続使用で100万パス（360rpmで46時間）が保証されていた。また、ドライブが磁性体の円盤中央部をクランプしチャッキングする際の精度やその部分の耐久性も弱点であった。

### 3.5インチ

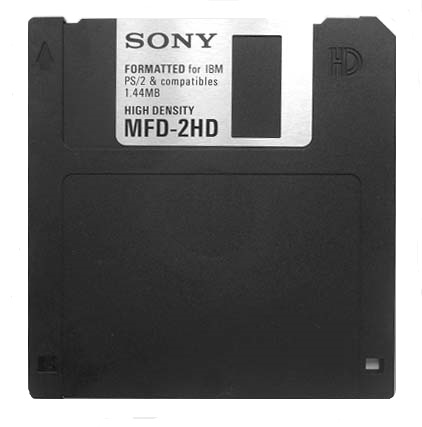
3.5インチ型フロッピーディスク

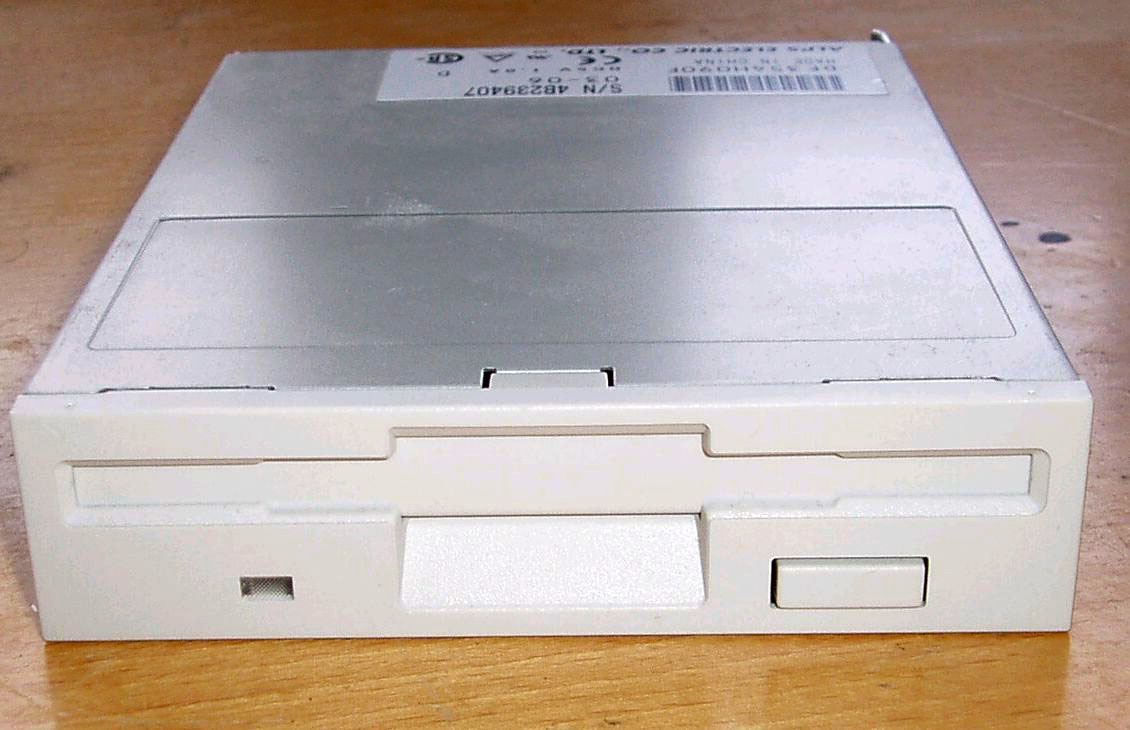
3.5インチ型フロッピーディスクドライブ

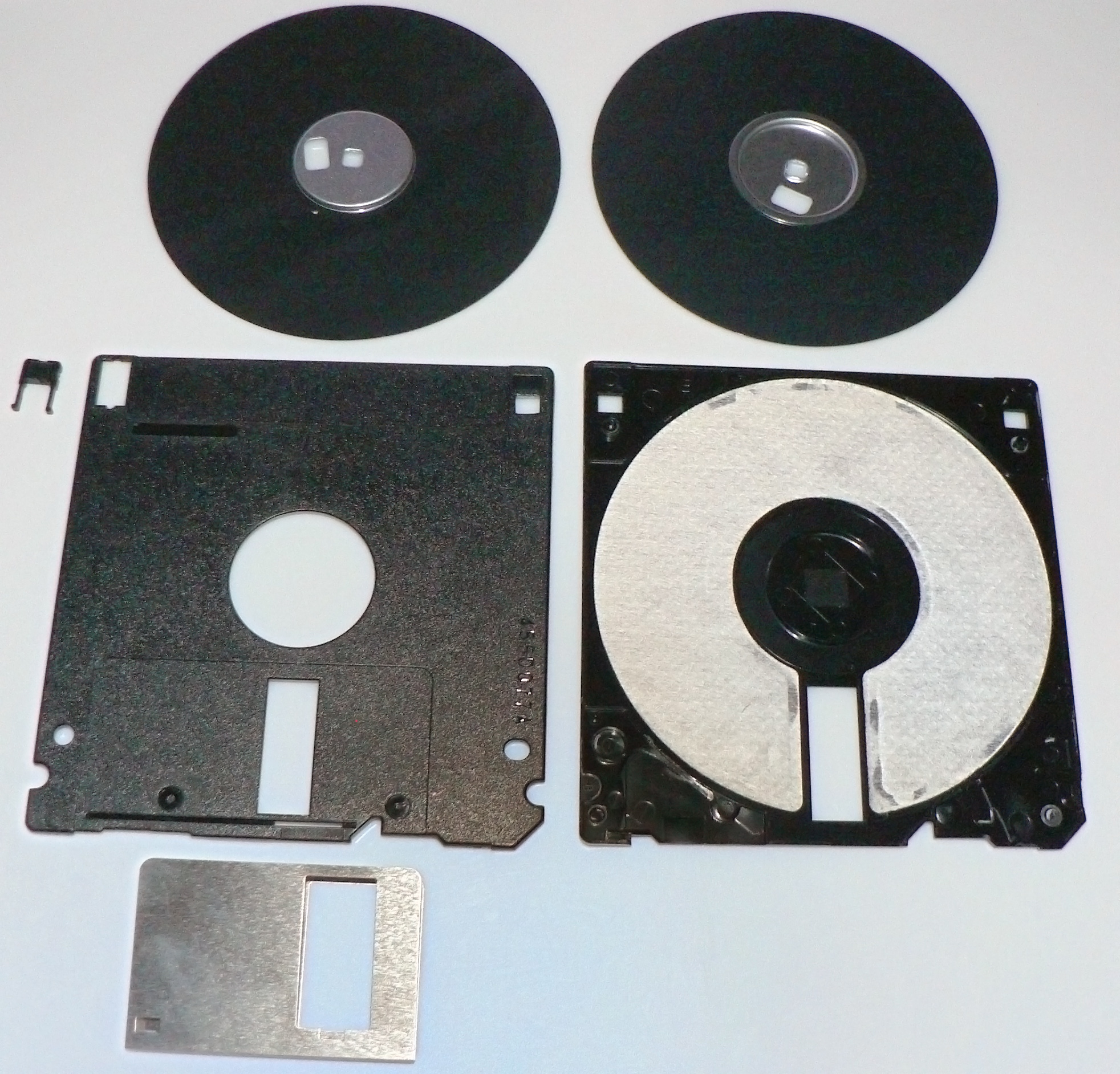
3.5インチフロッピーディスクの内部

1980年にソニーが3.5インチ (90mm) のマイクロフロッピーディスクを開発し、1981年発売の英文ワープロ「シリーズ35」の外部記録媒体として採用・発売した。8インチや5.25インチのフロッピーディスクは薄い樹脂製の袋に磁気ディスクが収められていたが、3.5インチではプラスチック製の硬質なケースに改められた。金属製のスライドカバーがあり、5.25インチディスクと比べ磁性面が接触から守られた。
1982年に発売された同社製のSMC-70からパソコンにも搭載されるようになり、1983年にヒューレット・パッカードがHP-150に採用したほか、ソニーも同年にMSXで採用し、アップルもMacintoshに採用した。PC9801 U以降の98シリーズやAtari ST、Amigaにも採用された。
ソニーは1985年に未フォーマット時1.6MB、フォーマット時1.44MBの「2HD」のディスクを開発し、1987年にIBMがPS/2に採用してPC互換機もこれに追従。1988年までに3.5インチディスクの販売枚数は5.25インチを超えた。
1991年に2.88MBの超高密度2EDを採用したNeXTcubeやNeXTstation、IBM PS/2モデル57などが販売されたがこのフォーマットは普及しなかった。
この後3.5インチフロッピーディスクは大いに普及し、最盛期では世界市場で1995年にディスクが年間約45億枚、2002年にはドライブが年間約14000台製造された。1993年頃からCD-ROMが普及しディスクの生産枚数が減少。ドライブも2002年をピークに生産数が減少した。アップルは1998年にフロッピー非搭載のiMacを発売して話題になった。

### 年譜
1980年 ソニーの英文ワープロ「シリーズ35」の外部記録媒体として採用。翌年発売。
1982年 ソニーのパーソナルコンピュータSMC-70に搭載。
1983年提唱のMSXが、1984年5月の発売時までに3.5インチに一本化されたこともあり、日本ではホビー用途の機種や、ワープロ専用機では普及が早かった。しかし、3.5インチのメディアは5.25インチより高価で、ゲームなどパッケージソフトの価格にも同封媒体による差があった。パソコン関連雑誌の付録メディアについては「露出した金属を流通させてはならない」という付録に関する規制のため、3.5インチのメディアを付録として使用することが出来なかった。シャッターのプラスチック化は、価格よりもこの対策が主要因である。なお、チャッキング部分は露出していないため、金属製のままとされた。なお、後にはディスクと同じ厚さのボール紙で囲うことで金属部分を露出させないように対処した。
また、ビジネス用途では、日本電気 (NEC) 製PC-9800シリーズなどの中期までは、互換性を重視して5.25インチが主流だった。だが、ホビーユースではいずれの16ビットパソコンも3.5インチを採用したため、両者間のデータ共有が少なからぬ問題となった。結局、家庭用では安価な3.5インチFDD標準搭載のホビーユースモデルに5.25インチFDDを外付けする手法で対応した。さらには、EPSON PCシリーズの一部では、3.5インチFDDと5.25インチFDDの両方を標準搭載したパソコンも発売された。
1984年1月、Apple ComputerのMacintoshが3.5インチ (400K) を採用したのを皮切りに、世界的にも各社が3.5インチを用いるようになった。1986年、IBMはIBM PC Convertibleで3.5インチ2DD (720KB) を採用。1987年にはPS/2とPS/55の全モデルで3.5インチを採用。下位機種は2DD (720KB)、上位機種は2DD (720KB) および2HD (1.44MB) を搭載した。後の上位機種には2ED (2.88MB) も追加された。
この2HD (1.44MB) のフォーマットは2DD (720KB) のフォーマットを単純に2倍にした形である。5インチでの電電公社フォーマットをベースにした国産各社の3.5インチの2HD (1.2M) フォーマット（正確には1.21MBや1.23MBなど）とは互換性が無く、相互に読み書きできなかった。ただし、PS/2やPS/55は企業向けが中心であり、また当時のPC/AT互換機はまだ5.25インチが主流であり、2ED (2.88MB) はNeXTstationなどのワークステーションに採用された程度で、あまり普及しなかったため、影響は限られていた。
しかし、1990年にDOS/Vが登場して1991年にOADGも3.5インチを推奨し、3.5インチ標準搭載のPC/AT互換機が一般家庭を含めて日本で本格的に普及すると、日本（PC-9800シリーズ、FMRシリーズ、FM TOWNSなど）と世界（PC/AT互換機）では両者で標準となった3.5インチの2HDフォーマットで互換性が無いという問題の影響が拡大し、PC/AT互換機の普及の過程で混乱があった。当初は、両者に共通のフォーマットである2DD (720KB) のフロッピーディスクや、ネットワークなどを利用したデータ交換が行われた。中には日本IBMのPS/55Zのようにオプションで1.2MBフォーマットのディスク読み出しに対応したドライブを搭載可能とした機種も存在した。次第に、3モードフロッピーディスクドライブ (720KB, 1.2MB, 1.44MB) が両者に普及した。
2000年代後半から他の大容量電子媒体の登場に伴い、3.5インチFDの売り上げは大幅に落ち込んだ。2009年春に日立マクセル（現・マクセル）と三菱化学メディア（現・Verbatim Japan）がFD生産から撤退。最後までFD生産を続けたソニー（初代法人、現・ソニーグループ）も、2011年3月に中華人民共和国のメーカーに委託しているFDの生産を終了した。
ソニーから発売されていた3.5インチFDのパッケージには長らく「世界の3.5フロッピーはソニーから始まった SINCE 1980」と記されていた。

### その他の規格

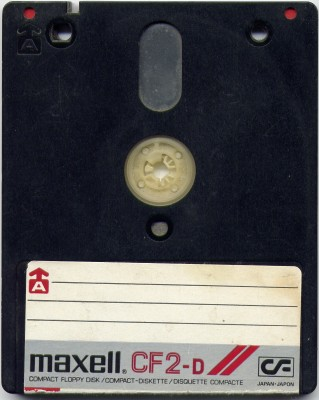
3インチ型フロッピーディスク

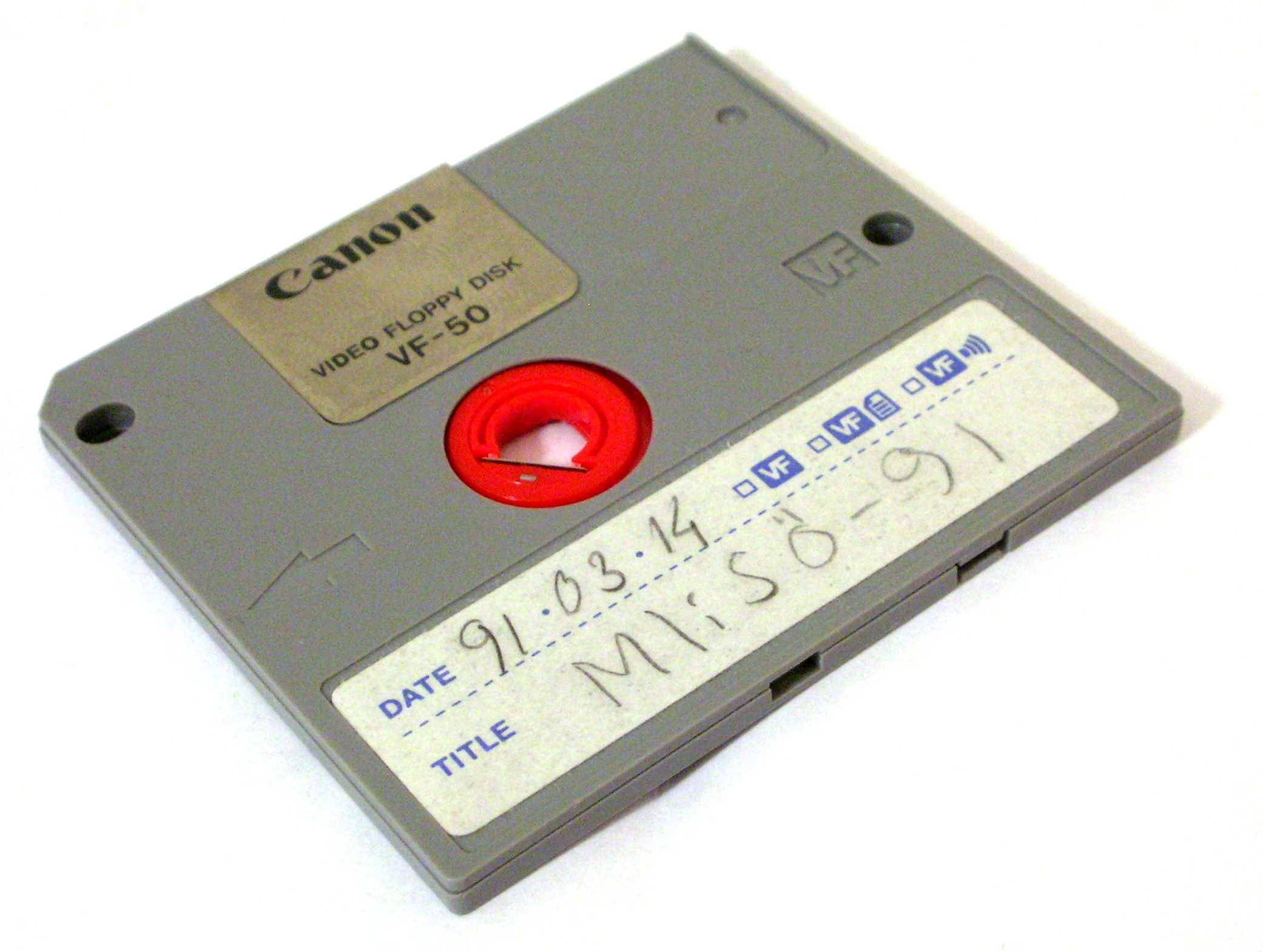
2インチ型フロッピーディスク

4インチ
1983年に、IBMが「デミディスケット (Demi Diskette)」という名称で発表。トラックにより回転数を変え、ビット密度を一定にした。また、外装の対角線上で磁気ヘッドを接触させる珍しいレイアウトを採用していた。片面単密度でフォーマット容量250KB。試作のみで製造中止。
3.8インチ
キヤノン製。
3.25インチ
米国のダイサン製。5.25インチフロッピーディスクをそのままサイズダウンしたもの。
3インチ
コンパクトフロッピーとも呼ばれる。1981年に、松下電器産業（現・パナソニック）、日立製作所、日立マクセルの3社が規格を発表。片面40トラック、250KBアンフォーマットなど、初めから5.25インチと互換が取れるように設計されていた。3社を中心に、日本でフロッピーディスクの標準化を進めたが、Macintosh、IBM PCが3.5インチを採用し、廃れていった。3.5インチフロッピーディスクより厚い長方形のケースに入ったもので、ケースの内側に読み取り部分のシャッターがある。実際に各社から発売されたメディアは両面を使うことができ、ディスクを裏返して挿入するドライブや、ディスクを裏返すことなく両面を読み取れるドライブが発売されていた。日立家電販売株式会社のベーシックマスターシリーズ用の外付けドライブMP-3370（79,800円）や、シャープX1Dなどに採用されている。
2.5インチ
オリベッティが電子式タイプライターの補助記憶装置として販売。容量は8KB。
その他全く別の規格で、三協精機（現・ニデックインスツルメンツ）より8KBまたは16KBのものが、東京電気（現・東芝テック）からも16KBのものが製品化された。
また、シャープのポケットコンピュータ向けに、クイックディスク方式を模した独自のフォーマットで、補助記憶装置CE-140Fが製品化された。
2インチ
1981年にソニーが発表したビデオフロッピーディスクをデータ用に使用したもの。ソニーのワープロ「PRODUCE」シリーズに使われた。パソコンでは標準搭載された機種は存在しなかったが、PC-9800シリーズ用の外付けドライブがある。
クイックディスク
1984年に、ミツミ電機が発表。2.8インチで片面64KB（裏返して使用可能）。渦巻状のトラックでランダムアクセス不可。詳細は「クイックディスク」を参照。
ファミリーコンピュータ ディスクシステム
1986年に任天堂が開発した、コンシューマーゲーム機であるファミリーコンピュータ（ファミコン）用の磁気ディスクシステム。容量は112kB。クイックディスクのケース形状を変更し、任天堂の独自規格としたもの。

### その後
当初、フロッピーディスクは磁性体の塗布技術に難点があり、不良率が高かった。しかし、特定OS用の初期化作業時に全品検査する方式が導入されると、不良率が激減した。さらに、磁性体の塗布技術が向上し、1990年代前半には品質が安定した。その後は大容量化が図れず、日本ではコスト削減から製造ラインの国外移設により、品質も低下した。
1990年代中盤には、雑誌や本の付録に3.5インチディスクが使われることもあったものの、1990年代後半には、すでにフロッピーディスクは容量、速度、信頼性のいずれも時代遅れとなっていた。光磁気ディスク、フロプティカルディスク、ZIP、jazなど、より高速大容量の媒体もあったが、フロッピーディスクは起動用ディスクとして使え、ほぼすべてのコンピューターで共通に使える利点が大きく、長らく使われ続けた。
おおむね2000年頃までフロッピーディスクは盛んに使われていたが、読み書き速度も高速で大容量かつ低価格なフラッシュメモリ（特にUSBメモリ、およびSDメモリーカード（SDHC以上））が普及したこと、フロッピーディスク以外の記憶媒体（CD/DVD-ROMなど）からでもOSの起動やセットアップができるようになったことから、フロッピーディスクは徐々に廃れていった。また、本の付録としての使用はより薄くて大量生産が可能なCD/DVD-ROMなどに移行し、また出版社や著者のWebサイト上でのファイル公開という代替手段ができている。
ただし、自作機市場では2010年頃まで一定の需要があり、自らシステムメンテナンスを行う自作機ユーザーは、フロッピーディスクを「最後の起動手段」として常識的に搭載してきた。だが、近年のWindowsでは、フロッピー起動ではNTFSの読み書きをするには上級の知識と技術が必要なため、この意味での搭載の意味は薄くなった。
DSP版Windowsのライセンスはハードウェアとのセット（OSとハードウェアを一体製品）で販売されているため、過去にはフロッピーディスクドライブとのセットが見られた。これは、フロッピードライブは今後発展がないと推測されるため交換する必要がなく、ライセンスを維持したまま他のパーツを自由に交換することができる上に安価であるためである。この販売手法が、フロッピーディスクドライブインターフェイスを搭載しないマザーボードが主流となったのちにも一部で継続され、DSP版Windowsを廉価に販売および購入する方法の一つになっていた。フロッピーディスクドライブの製造が各社で終息したことやマザーボードからFDインターフェースが廃止になったこと及び、2010年2月よりフロッピーディスクドライブとのセット販売が禁止されたことにより、この方法での販売も収束した。その他の需要と問題点については後述するレガシー化の項を参照。
フロッピーディスクの磁性体特性は、規格に定められているか、あるいはデファクトスタンダードとして定着しており、メディアの差別化は磁性体をフィルムに固定するバインダーと呼ばれる接着剤に工夫を凝らしていた。磁性体の剥離を最小限に抑えヘッドの清浄性を保つもの、導電性を持たせて埃の付着を防止したもの等があった。
なお、経年劣化した古いメディアをドライブに挿入するとヘッドにカビが付着し、他メディア読み取りも不可となる事例がある。対処法としては経時したメディアを使用する時に白い粉が吹いていないか確認することが挙げられる。

## 大容量版
フロッピーディスクの記憶容量を増やすために、フロッピーディスクと上位互換を持ついくつかの製品が開発されたこともある。それらを総称して大容量フロッピーディスクという。しかしそれぞれ専用のディスクと専用のドライブが必要で、製品間の互換性もないため、普及しなかったものがほとんどである。
- ZIP：フロッピーディスクとの互換性はない。100MB、250MB
- スーパーディスク:120MB(当初、LS-120と呼ばれた)、240MB
  - FD32MB - 2HD媒体を使い特殊フォーマットで32MB詰めこむ。
- High Capacity Floppy Disk (HiFD（英語版）)
- フロプティカルディスク
- Ultra High Capacity (UHC)
- UHD144 (it)

## 各ハードウェア規格の開発元
- フロッピーディスク（8インチ）：1967年、IBM
- ミニフロッピーディスク（5.25インチ）：1976年、シュガートアソシエイツ
- 4インチ：IBM（試作のみ）
- マイクロフロッピーディスク（3.5インチ）：1980年、ソニー
- コンパクトフロッピーディスク（3インチ）：日立製作所
- ビデオフロッピーディスク（2インチ）：ソニー、キヤノン

## 関連する日本産業規格
- JIS X 0603：情報交換用フレキシブルディスクカートリッジのラベルとファイル構成
- JIS X 0605：情報交換用フレキシブルディスクカートリッジのボリュームとファイル構成
- JIS X 6221, JIS X 6223, JIS X 6226, JIS X 6226：90ミリメートルフレキシブルディスクカートリッジ
- JIS X 6222, JIS X 6224, JIS X 6225：90ミリメートルフレキシブルディスクカートリッジのトラックフォーマット

## フォーマット

### 一般的なフォーマットの例
200mm 8インチ
- 片面単密度（IBMの「Diskette 1」：約243kB）
- 両面単密度（IBMの「Diskette 2」：約493kB）
- 両面倍密度（IBMの「Diskette 2D」：約985kB）
  - 初期には片面単密度、後には両面倍密度が多く利用された。セクタ長など幾つかのバリエーションがある。
  - ソフトセクターが一般的であるが、一部のオフィスコンピュータやメインフレームではハードセクター方式もあった。
  - IBM汎用コンピュータでは、77個のシリンダの内、0番目をインデックスとして末尾の2つを予備用として利用するため、実際にデータとして使えるのは74個のシリンダである。MS-DOSなどでは、77個すべて使える。
  - 1995年頃に生産はほぼ終了している。

130mm 5.25インチ
- 片面単密度 - 1S (1 sided Single density)：約70kB
- 片面倍密度 - 1D (1 sided Double density)：約140 - 160kB
- 両面倍密度 - 2D (2 sided Double density)：約320 - 360kB
- 両面倍密度倍トラック - 2DD (2 sided Double density Double track)：約640 - 720kB
- 両面高密度（8インチ2D相当） - 2HD (2 sided High density Double track)：約1 - 1.2MB
- 両面超高密度倍トラック - 2ED (2 sided Extra high density Double track)：約2.5MB
  - IBM PC、PC/XTは両面倍密度360kBが一般的、IBM PC/ATは360kBに加え、2HC（IBMの「5.25" Diskette 2HC」）と称する1MB記録が採用された
  - Apple IIは独自フォーマットを施すことで1Sながら約143kB（インデックスホールを検知しないため、書き込みノッチを切るだけで両面使用できた）
  - NEC PC-8800シリーズ、富士通FM-7/8/11初期型 (ST/AD/EX)、シャープX1等は2D (320kB) が一般的。PC-8801mkIIMRで2D/2HD (1MB) 両用ドライブが採用された。
  - NEC PC-100は2D (360kB) が採用された。
  - NEC PC-9801Fで2DD (640kB)、PC-9801Mで2HD (1MB)、PC-98XAおよびPC-9801VMで2DD/2HD両用ドライブがそれぞれ採用された。
  - 富士通FM-11後期型（AD2/BS以降）で2HD (1MB)、FM-16βおよびFMRシリーズで2DD (640kB)/2HD両用ドライブがそれぞれ採用された。
  - シャープX68000で2DD (640kB)/2HD (1MB) 両用ドライブが採用された。
  - 2EDは、富士通OASYSの業務用モデルの一部などで採用されたが、3.5インチ2EDと異なりほとんど普及しなかった。
  - ソフトセクターが一般的であるが、一部のオフィスコンピュータやメインフレームおよび初期のパーソナルコンピュータ（NorthStar Horizonなど）ではハードセクター方式もあった。
  - 2001年頃に生産はほぼ終了している。

90mm 3.5インチ
- 片面倍密度（1D：約140 - 160kB）
- 両面倍密度（2D：約320 - 360kB）
- 片面倍密度倍トラック（1DD：約320 - 360kB）
- 両面倍密度倍トラック（2DD：約640 - 720kB）
- 両面高密度（2HD：約985kB/1.23MB/1.44MB他｜2HC：約1.21MB｜IBM形式でフォーマットした場合は、200mm 8インチ2Dに相当する）
- 両面超高密度倍トラック（2ED - 2 sided Extra high density Double track：約2.88MB）
- 両面3倍密度3倍トラック（2TD - 2 sided Triple Density triple track：約9.3MB）
  - NEC PC-6601で1D (140kB) が、PC-6601SRで1DD (320kB) が採用された。
  - 富士通FM-77で2D (320kB) が、FM77AV後期型（AV40/20以降）で2DDが採用された。
  - MSXで1DD (360kB)/2DD (720kB) が採用された。日本では早期に2DDに移行したが、欧州では廉価な1DDドライブが発売されたため1DDが普及した。
  - IBM PC ConvertibleやIBM JXで2DD (720kB) が採用された。
  - IBM Personal System/2 (PS/2) で2HD (1.44MB) が採用された。
  - NEC PC-9801Uで2DD (640/720kB)、PC-9801UVで2HD (1MB)/2DD両用ドライブが採用された。
    - 2HD (1.44MB) を読み書き可能にした3モードFDDが採用されたのは、初代PC-9821からだった。

  - 富士通FMRシリーズおよびFM TOWNSで2DD (640kB)/2HD (1MB) 両用ドライブがそれぞれ採用された。
  - シャープX68000 Compactで2DD (640kB)/2HD (1MB) 両用ドライブが採用された。
  - 現在[いつ?]の主流サイズである。
  - 2HD (1.23MB) を98フォーマット、2HD (1.44MB) をDOS/Vフォーマットと呼ぶこともある。
  - 2HD (1.21MB) は東芝のJ-3100シリーズ・初期のDynaBookが標準フォーマットとして採用していた。ただし、当時の同機では2HD (1.44MB) をサポートしていなかったなど、5.25インチのフォーマットをそのまま3.5インチに縮小したという表現の方がより正しい。5.25インチの2HC形式と互換性がある。
  - 2EDは東芝が普及に力を入れたが、ドライブが普及しなかったことや、MS-DOSでサポートされたのはVer.5からだったこともあり、あまり一般的ではない。ただし、2世代目以降のNeXTcube・NeXTstationでは、初代NeXTcubeの5インチMOに代わる記憶媒体として、ハードディスクドライブとともに標準搭載された。なお、2EDはDynaBookではサポートされなかったが、富士通FMRシリーズ・FM TOWNSのBIOSではサポートされていた。
    - 日本国内で3モードドライブといえば1.44MB/1.23MB/720KBを指すのが一般的だが、世界では2.88MB/1.44MB/720KBの事を指していた。そのため、少し古いマザーボードのBIOSで3モード設定を行なうと、不具合を生じる事がある。最近のものは日本仕様になっている（2.88MBには別の設定がある）ため、問題は起こりづらい。

  - 2TDは、日本電気 (NEC) のPC-88VA3のみに採用されたドライブで、レーザー刻印によるオプティカルトラックガイドがついたメディアを使用する。
  - 2HD (1.23MB) に関しては、PC-9800版MS-DOSのFORMATコマンドで1.25MBと表示されていたために、1.23MBではなく1.25MBと表現されることも多かった。
  - Macintoshは独自フォーマットを施すことで片面 (1DD) で400KB、両面 (2DD) で800KBを実現した。外周から16シリンダ毎にセクタ数が減っていき回転数が上がるZCAV方式で、エンコードはGCR方式。2HDの物理フォーマットは1.44MB（ファイルシステムは異なる）で、ユーティリティを使用すればWindows上でもアクセスできる。
    - アップル純正ディスクは、当初は2DDが白色でシャッターにDouble Sidedの表記、2HDは灰色でアップルマークとHigh Density、400K/800Kドライブへ挿入禁止のマークがあった。2HDに、2DDにはない挿入禁止マークがあるのは、2DDは400Kドライブで認識でき『両面ディスクです』と表示される（読み書きはできないので取り出すか初期化するかを選択する）が、2HDは400K/800Kどちらのドライブでも認識できず未フォーマットと同じく『読めません』と表示されるためである。
    - 片面および両面ディスクはUSB接続のドライブではZCAVにもGCRエンコードにも対応できないためClassic Mac OS上でもアクセスできず、アクセスするにはドライブを搭載した当時の機種が必要になる。そのため、両面ディスクにアクセスできMac OS Xの稼動する機種は初期のG3のみと非常に限られる。PowerBook G3ではそれ以降もFDDのオプションがあったため、Power Mac G3よりも長くサポートされた。

### 3.5インチフロッピーディスク各形式の詳細
| 形式名                           | 回転数 (RPM) | アンフォーマット 容量 | フォーマット 容量 | セクタサイズ (バイト) | セクタ数 | ヘッド数 | シリンダ数 | 備考     |
| -------------------------------- | ------------ | --------------------- | ----------------- | --------------------- | -------- | -------- | ---------- | -------- |
| 1D形式                           | 300          | 250KB                 | 160KiB            | 512                   | 8        | 1        | 40         | 日本独自 |
| 2D形式（日本の初期8bitパソコン） | 300          | 500KB                 | 320KiB            | 512                   | 8        | 2        | 40         | 日本独自 |
| 2D形式（PC/AT互換機）            | 300          | 500KB                 | 360KiB            | 512                   | 9        | 2        | 40         | 日本独自 |
| 1DD形式                          | 300          | 500KB                 | 320KiB            | 512                   | 8        | 1        | 80         | 日本独自 |
| 1DD形式                          | 300          | 500KB                 | 360KiB            | 512                   | 9        | 1        | 80         | 日本独自 |
| 2DD形式（日本の初期パソコン）    | 300          | 1.00MB                | 640KiB            | 512                   | 8        | 2        | 80         | 日本独自 |
| 2DD形式（大抵のパソコン）        | 300          | 1.00MB                | 720KiB            | 512                   | 9        | 2        | 80         |          |
| 2HC形式（俗称）                  | 360          | 1.60MB                | 1200KiB           | 512                   | 15       | 2        | 80         | 日本独自 |
| 2HD形式（日本のパソコン）        | 360          | 1.60MB                | 1232KiB           | 1024                  | 8        | 2        | 77         | 日本独自 |
| 2HD形式（PC/AT互換機）           | 300          | 2.00MB                | 1440KiB           | 512                   | 18       | 2        | 80         |          |
| 2HD形式（IBM形式/H型）           | 360          | 1.60MB                | 985KB             | 256                   | 26       | 2        | 77         | 日本独自 |
| 2HD形式（三菱IBM形式）           | 300          | 2.00MB                | 985KB             | 256                   | 26       | 2        | 77         | 日本独自 |
| 2ED形式                          | 300          | 4.00MB                | 2880KiB           | 512                   | 36       | 2        | 80         |          |
| 1DD形式（Mac 片面）              | 394～ 590    | 500KB                 | 400KiB            | 512                   | 12～8    | 1        | 80         |          |
| 2DD形式（Mac 両面）              | 394～ 590    | 1.00MB                | 800KiB            | 512                   | 12～8    | 2        | 80         |          |
| 2HD形式（Mac 高密度）            | 300          | 2.00MB                | 1440KiB           | 512                   | 18       | 2        | 80         |          |
| 2TD形式（NEC一部機種）           | 360          | 12.5MB                | 9.3MB             | 512                   | 38       | 2        | 240        | 日本独自 |
| 2HD形式 (FD32MB)                 | N.A          | N.A                   | 約32MB            | 512                   | 53～36   | 2        | 777        | 日本独自 |

参考
| 形式名                               | 回転数 (RPM) | アンフォーマット 容量 | フォーマット 容量 | セクタサイズ (バイト) | セクタ数 | ヘッド数 | シリンダ数 | 備考     |
| ------------------------------------ | ------------ | --------------------- | ----------------- | --------------------- | -------- | -------- | ---------- | -------- |
| 8インチ1S形式（汎用機）              | 360          | 400KB                 | 243KB             | 128                   | 26       | 1        | 77         |          |
| 8インチ2S形式（汎用機）              | 360          | 800KB                 | 493KB             | 128                   | 26       | 2        | 77         |          |
| 8インチ2D形式（汎用機）              | 360          | 1.60MB                | 985KB             | 256                   | 26       | 2        | 77         |          |
| 5.25インチ2HC形式 (PC/AT)            | 360          | 1.60MB                | 1200KiB           | 512                   | 15       | 2        | 80         |          |
| 5.25インチ2HD形式（PC-9800シリーズ） | 360          | 1.60MB                | 1232KiB           | 1024                  | 8        | 2        | 77         | 日本独自 |
| 5.25インチ1S形式 (SA-400)            | 300          | 100KB                 | 80KB              | 256                   | 18       | 1        | 35         | 日本独自 |
| 5.25インチ2D形式 (SA-450)            | 300          | 400KB                 | 320KB             | 512                   | 18       | 2        | 35         | 日本独自 |

## レガシー化
前述の自作機パーツとしての用途が廃れた後も、刺繍機、現金自動預け払い機、医療機器、航空機関連の機器、産業用機械など既存の機器を使い続ける業界では需要があったが、機材の更新により姿を消しつつある。
日本国内では2011年3月以前にソニーが生産と販売を終了したが、エレコムではフロッピーディスク用のケースが2022年時点でも一定数売れているため販売を継続している。
官公庁では2022年現在もデータの受け渡しに利用されている。オンライン申請への切り替えが進んでいるが、法令による指定やフロッピーディスクにしか対応していない民間事業者が残っているなどの理由で利用を継続している。厚生労働省では医薬品や医療機器の承認審査の受付でフロッピーディスクを指定していたため、オンライン申請が可能となった2022年現在でも「FD申請」という名称で運用している。2020年時点でオンラインかコンパクトディスクでの申請が大多数であるが、一部の企業からフロッピーディスクしか対応できないという申し出があるため、データの破損があることを通知した上で受付を継続している。日本では2022年時点でフロッピーディスクなど、特定の記録媒体による提出を求める法令が約1900条項あることから、これらの改正を予定している。2024年7月3日、デジタル庁は、行政手続きの記録媒体としてフロッピーディスクの使用を求める規定の撤廃が完了したことを明らかにした。フロッピーディスクでのデータ保存や提出などを求める法律や政省令の規定は1034件あったが、6月28日付で自動車リサイクル法の省令が見直されたことにより、すべて撤廃された。
民間では西陣織では、織機に紋様の織り出し方を指示する紋意匠図の製作と製織の過程で、以前は「紋紙」と呼ばれる孔開き厚紙（歴史的には、コンピュータ以前の時代から使われていたパンチカードの由来である、イギリスで発明された織機のシステムそのものである）を使っていたが、1980年代に紋紙に代わって電子的な形式が制定され（コンピュータ柄システム）フロッピーディスクを使う機器が普及した。その後フロッピーディスクの生産打ち切りに伴い、ほとんどの織機が使えなくなるおそれを生じている。このような問題に対応するために京都市産業技術研究所でシステムが開発され、2011年から西陣織セミナーが開催されている。このように西陣織では、フロッピーディスクの使用が世の中の大部分の場所で廃れた後も、長らく使われ続けてきたが、2024年2月、京都市産業技術研究所は、フロッピーディスクを使わず、代わりにUSBメモリにより西陣織の複雑な模様を織る織機を制御する新技術を開発した。
銀行ではオンラインへの移行を促しフロッピーディスクによる受け渡しを廃止しているが、官公庁のみ特別に対応している例がある。
アメリカ合衆国連邦政府でも、2016年になっても核兵器の運用部門にはフロッピーディスクが使われており、それらを始めとする旧式システムの維持管理に、年間600億ドル（約6兆6000億円）以上も費やされることが問題となっていた。2019年になり、戦略司令部は「フロッピーディスクデバイスを『安全性の高いSSD記憶装置』に置き換えた。」とアナウンスした。
アメリカ国防総省は、一刻も速くフロッピーディスクの使用を停止する方針を発表しているが、新システム構築のために用意された投資額は、旧システム維持費用の3分の1以下に留まっており、「簡単に言えば現在も機能しているため」旧システムは使われ続けている。これらは同省固有の現象ではなく、財務省やホワイトハウスでもフロッピーディスクや、1950年代のコンピュータプログラムが使われ続けている。
これら旧システムには、2015年ごろまではインターネットから遮断され、サイバー攻撃の影響を受けないこと、長年使用されてきた信頼性と確実性は、新規システムを上回るなどの利点が指摘されていた。ただし、2015年段階で新品のフロッピーディスクの入手は困難となっており、アメリカ政府も専門の業者を通じて中古品を購入していることが伝えられている。またメディアの耐久性や容量、セキュリティの高いオンラインストレージの登場もあり、上記のように置き換えが進んでいる。
産業用機械などに使われているフロッピーディスク装置は保守部品の払底により交換不可能となっているが、本体が高価なため買い換えが難しいという問題があった。このような需要に応える形で、記憶媒体としてフラッシュメモリを用いながら、フロッピーディスク装置であるかのように振る舞うエミュレータが開発されている。2020年代には技術書の入手が困難となっているなど技術情報が散逸しつつあり、アンフォーマット情報を得るために未開封のフロッピーディスクの現物が必要になることや、機器ごとに仕様が異なることからエミュレータの開発は難易度が高いという。